# Hydraena tuolumne
Hydraena tuolumne är en skalbaggsart som beskrevs av Perkins 1980. Hydraena tuolumne ingår i släktet Hydraena och familjen vattenbrynsbaggar. Inga underarter finns listade i Catalogue of Life.